# Servicio militar obligatorio en Argentina

Conscriptos en Campo de Mayo, 1977.

El servicio militar obligatorio en Argentina, también conocido como «colimba», fue la instrucción militar obligatoria que debían cumplir los hombres de entre los dieciocho y veintiún años de edad en la República Argentina, desde 1901 hasta 1994.
La ley de servicio militar obligatorio de 1901 diseñada por el ministro de Guerra, Pablo Riccheri (quien era ministro del gobierno de Julio Argentino Roca) dio el puntapié inicial de una institución que fue fundamental para la organización del moderno Ejército Argentino. Sin embargo, diversos factores históricos, incluyendo los abusos y violaciones de derechos humanos cometidos y la disminución de recursos destinados a la defensa, llevaron finalmente a su derogación en 1994 por el presidente Carlos Menem. El servicio obligatorio fue reemplazado con el servicio militar voluntario.

## Historia

### Ley Riccheri
En 1901, el ministro de Guerra, teniente general Pablo Riccheri, presentó el proyecto según el cual se reclutaba a los varones argentinos de veinte años en las Fuerzas Armadas para cumplir servicio durante dos años.
El objetivo del proyecto era difundir la idea de ciudadanía y de igualdad ante la ley y alfabetizar e integrar a los hijos de inmigrantes, además de aumentar el patriotismo en varones provenientes de diversas clases sociales y rincones del país. El proyecto seguía ideales del entonces presidente Julio Argentino Roca, también militar, comandante de la conquista del Desierto.
La Ley N.º 4031 fue aprobada por la cámara de Senadores el 11 de diciembre de 1901, tras medio año de varias discusiones.

### Origen del término colimba
El término «colimba» deriva del vesre «colimi», a su vez derivado de la palabra «milico» (término del lunfardo para «militar» o «soldado»). Originalmente, consistía en prestar servicio en actividades diarias propias de cada rama, ya sea la Armada, la Fuerza Aérea o el Ejército, donde eran entrenados militarmente.

Otra posible etimología, bastante extendida, postula que «colimba» deriva de las primeras sílabas de las palabras «COrra, LIMpie y BArra», en alusión irónica a las principales ocupaciones de los conscriptos.

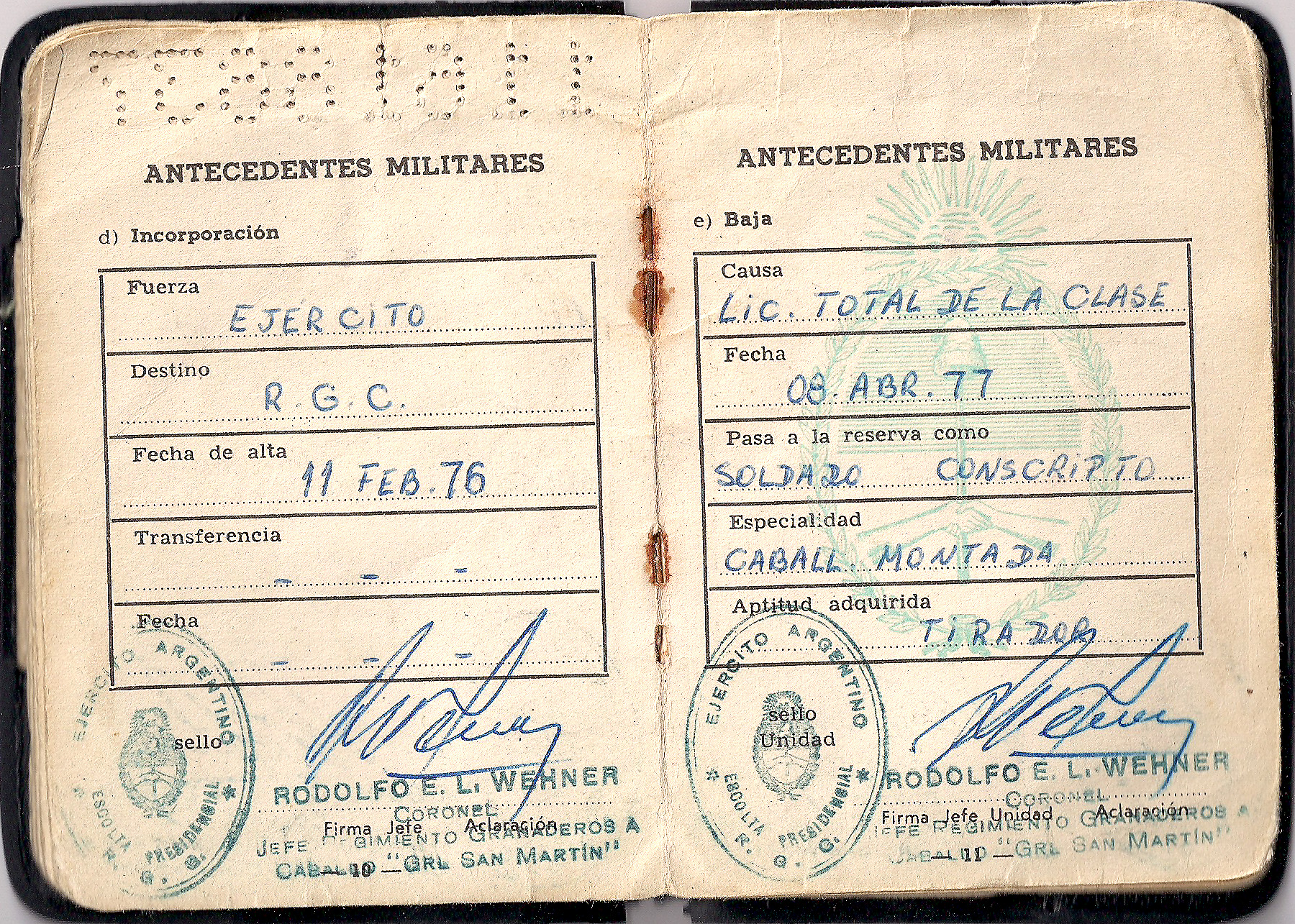
Sellado de servicio militar cumplido en documento de identidad argentino.

### Década de 1970
En la década de 1970 se empezó a implementar un sorteo numérico por bolillas, el cual se usaba para asignar en una de las tres fuerzas a los varones mayores de dieciocho años que debían ser conscriptos, de acuerdo con los tres últimos números de su documento de identidad.

### Participaciones en conflictos

#### La Patagonia Rebelde
A comienzos del 1921 fueron enviados conscriptos junto con las tropas del regimiento 10 de caballería "Húsares de Pueyrredón" al mando del teniente general Héctor Benigno Varela para poner fin a una huelga de trabajadores rurales en el territorio nacional de Santa Cruz. En esta oportunidad, las tropas no actuaron y lograron el cese de la huelga con la promesa de que se cumplan las condiciones exigidas por los huelguistas. Sin embargo, en octubre del mismo año se declara nuevamente la huelga en el ámbito rural. Las tropas del ejército son nuevamente enviadas a Santa Cruz, donde sofocaron la huelga mediante el asesinato masivo de huelguistas y personas sospechadas de serlo. En el mes de noviembre fueron enviadas más tropas, compuestas principalmente por conscriptos, al mando del capitán Elbio Anaya del regimiento 2 de caballería «Lanceros de Paz. 
En total, más de 120 conscriptos participaron de la represión de la huelga, en la que hubo un número no determinado de obreros asesinados, con estimaciones que van entre los 1000 y 1500 muertos. Los conscriptos fueron acusados de realizar gran parte de estos asesinatos, así como el robo de dinero, pertenencias y caballos de las víctimas. Estos hechos fueron conocidos popularmente como La Patagonia Trágica, por el libro homónimo de José María Borrero y los cuatro tomos de Osvaldo Bayer, titulados Los vengadores de la Patagonia trágica. Sin embargo, son más conocidos como La Patagonia Rebelde por la película de Héctor Olivera estrenada en 1974. Entre los conscriptos se produjeron tres muertes: Pablo Fisher, quien murió en un enfrentamiento con los huelguistas en la estación Tehuelches; Domingo Montenegro, quien murió en un confuso episodio por un disparo de un compañero de armas; y Umberto Santoro, por causas desconocidas (probablemente enfermedad).

#### Otras participaciones
Los conscriptos fueron empleados como fuerza de acción en los seis golpes de Estado que experimentó el país. Además, cumplieron tareas durante dichos gobiernos de facto, teniendo una participación activa dentro del terrorismo de Estado.
En 1955, se produjo un quiebre de ideología dentro de las Fuerzas Armadas, conocida como la división entre «Azules y Colorados» que duraría hasta 1963, dentro de la cual los conscriptos fueron alineados según órdenes de sus superiores. En 1978, soldados conscriptos fueron distribuidos a lo largo de la frontera con Chile, en la Operación Soberanía.

#### Guerra de las Malvinas

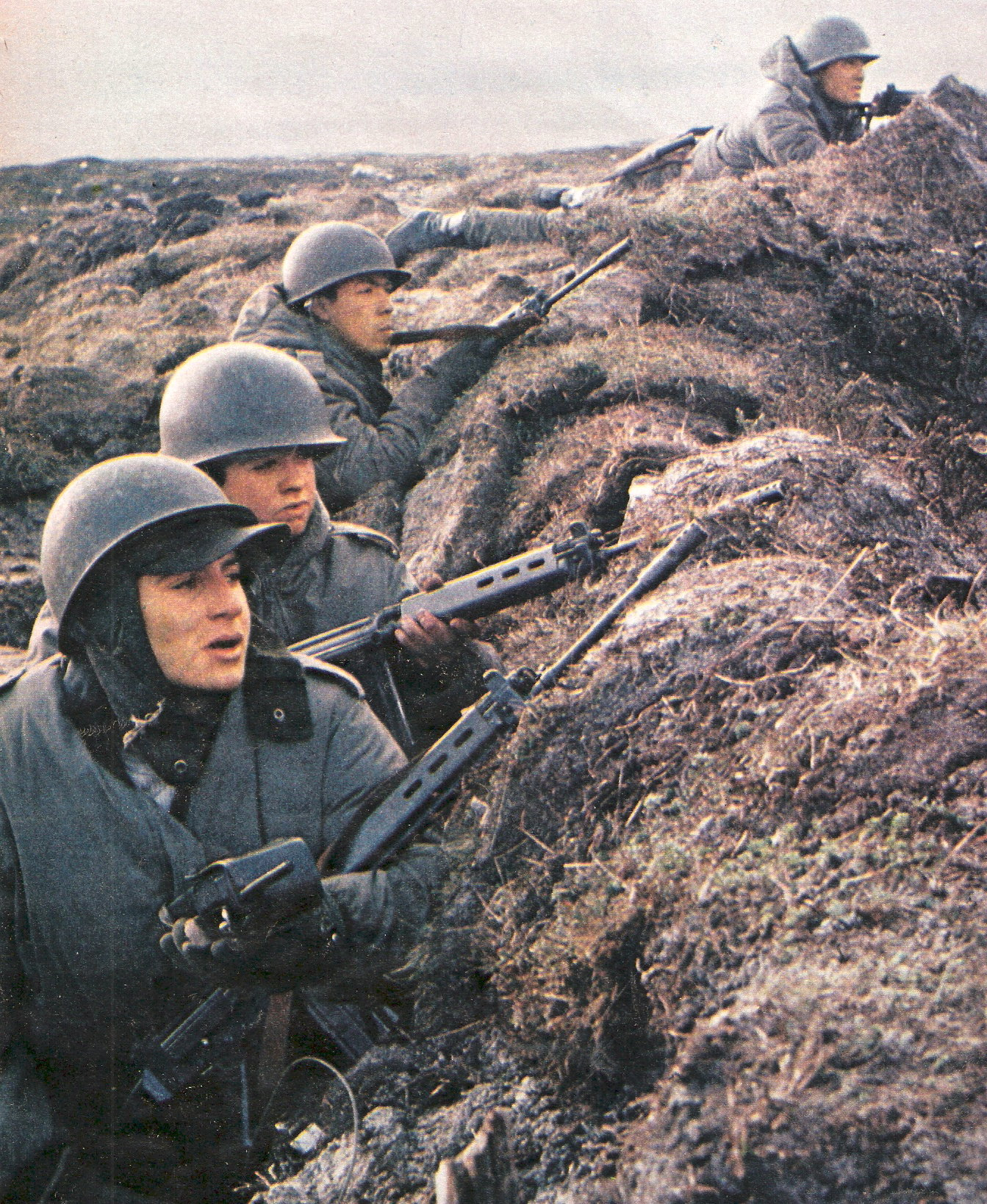
Conscriptos argentinos (AOR) atrincherados durante la Guerra de Malvinas, mayo de 1982. Todos portan el fusil automático liviano FAL, licencia belga, construidos en Rosario (Argentina)

El 2 de abril de 1982, la Junta Militar liderada por el teniente general Leopoldo Fortunato Galtieri decidió la ocupación militar de las Islas Malvinas, Georgias y Sandwich del Sur a través de la Operación Rosario, luego de continuos reclamos diplomáticos inconclusos y antes de que se cumplieran los 150 años de usurpación británica, además de un afán por buscar quitar presión a la dictadura cívico-militar. La semana anterior hubo dos muertos en la represión de las manifestaciones contra la junta; luego la misma plaza de Mayo se llenó de manifestantes a favor de la recomposición territorial.  
Los militares argentinos no creían en una eventual operación de reconquista británica ya que ese país atravesaba su peor momento político y económico y los Estados Unidos, a través de su canciller, habían sugerido la no intervención debido a que aun estaba fresco el recuerdo de la Guerra de Vietnam. Así, el contexto internacional parecía favorecer la posición argentina. Sin embargo, con la operación ya en marcha, el presidente estadounidense Reagan llamó a su par argentino y fue claro: Estados Unidos no avalaba la recomposición territorial de Argentina, que veía como un gran error, y apoyaría a su aliado estratégico, Gran Bretaña. Galtieri ya había jugado su carta: el 2 de abril de 1982, bajo el nombre de Operación Rosario, las Fuerzas Armadas argentinas recuperaron las islas sin provocar bajas militares o civiles inglesas. Los soldados conscriptos de entre dieciocho y veintiún años de edad integraban las unidades de combate de las tres FF. AA. argentinas desplegadas en el teatro de operaciones. Algunos pensaron que la ocupación sería breve y la presión internacional llevaría a una resolución diplomática favorable a la Argentina; Thatcher y Galtieri, mandatarios cuestionados y con mala prensa, pensaron distinto.

##### Bajas de la guerra

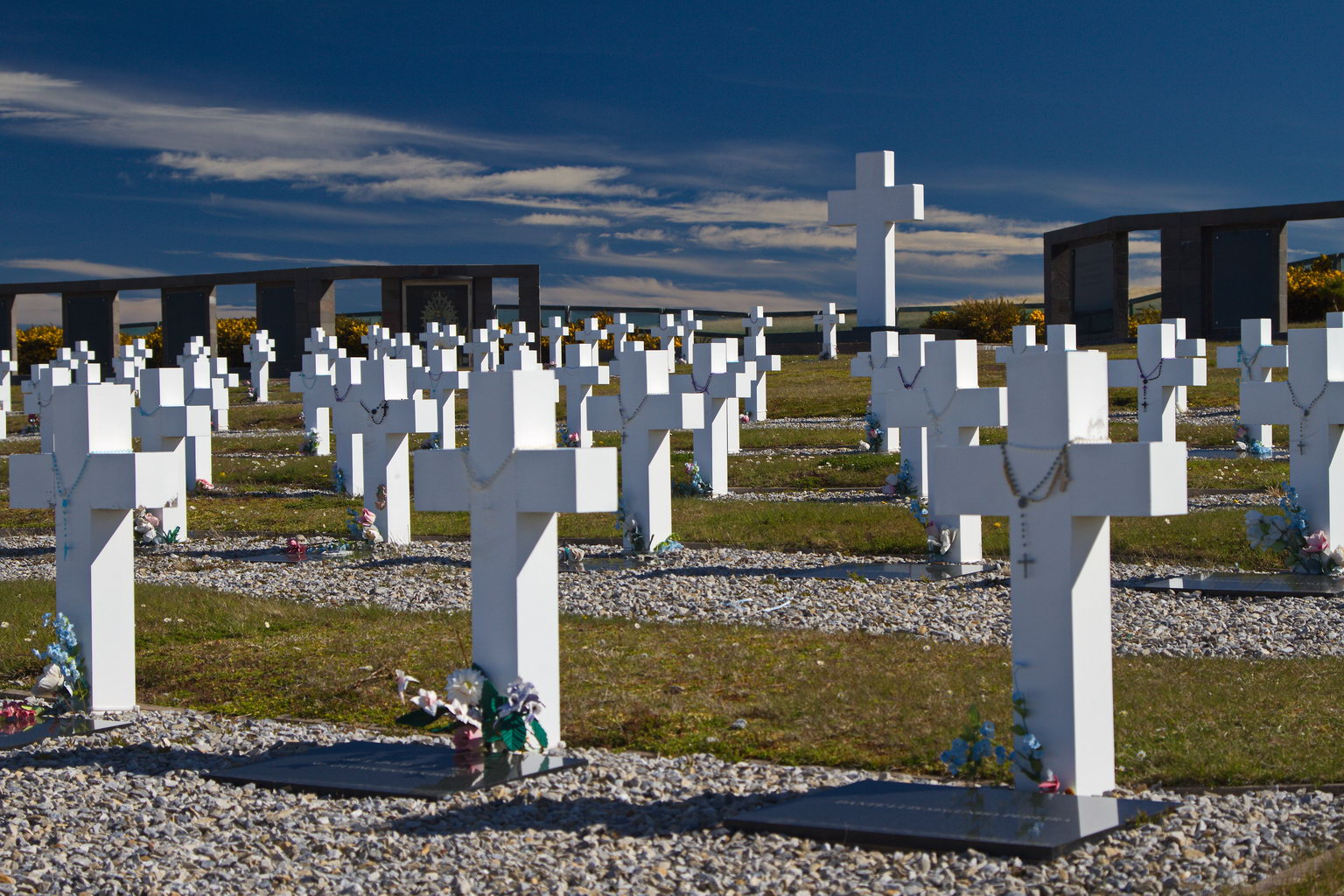
Tumbas argentinas del Cementerio de Darwin.

En los 74 días que duró el conflicto, 649 militares argentinos perdieron la vida, casi la mitad en el hundimiento del Belgrano. Del total, 273 eran conscriptos.
Las unidades estuvieron integradas por conscriptos de las clases 62 y 63 (nacidos en 1962 y 1963), la clase 62 tenía la instrucción completa y en gran parte ya había sido dada de baja y la clase 63 había completado el periodo básico. Si bien el dispositivo era defensivo, también integraron patrullas que desarrollaban misiones como en las secciones de exploración o en el Equipo de Combate Güemes, que alertó del desembarco británico y combatió en San Carlos y luego fue helitransportado a Darwin-Pradera del ganso (entre otras situaciones de combate).

##### Torturas y crímenes de lesa humanidad durante la Guerra
Durante la Guerra se cometieron diversos crímenes contra los soldados conscriptos, incluyendo torturas por parte de los oficiales. Las condiciones en el campo de batalla eran marginales: los conscriptos tenían menos de cuatro meses de entrenamiento, pasaban hambre y no contaban con el abrigo necesario para el clima. Los conscriptos llegaron incluso a matar aves, ovejas y revolver basureros en busca de comida.
Con los años y tras la Guerra, el suicidio de veteranos de guerra llegó a casi igualar la cifra de caídos en combate. En diciembre de 2018 se publicó la denuncia por torturas, los nombres de los oficiales procesados y se anunció que los juicios se realizarán en la provincia de Tierra del Fuego, Antártida e Islas del Atlántico Sur: existen 95 militares procesados y 105 hechos denunciados.
Si bien las torturas eran conocidas en la sociedad argentina, recién en 2007 se hicieron públicas las denuncias contra los oficiales. En 2019 dio inicio en Ushuaia los juicios contra los oficiales procesados por delitos de lesa humanidad, con la indagatoria a 18 oficiales acusados.

### Regreso de la democracia

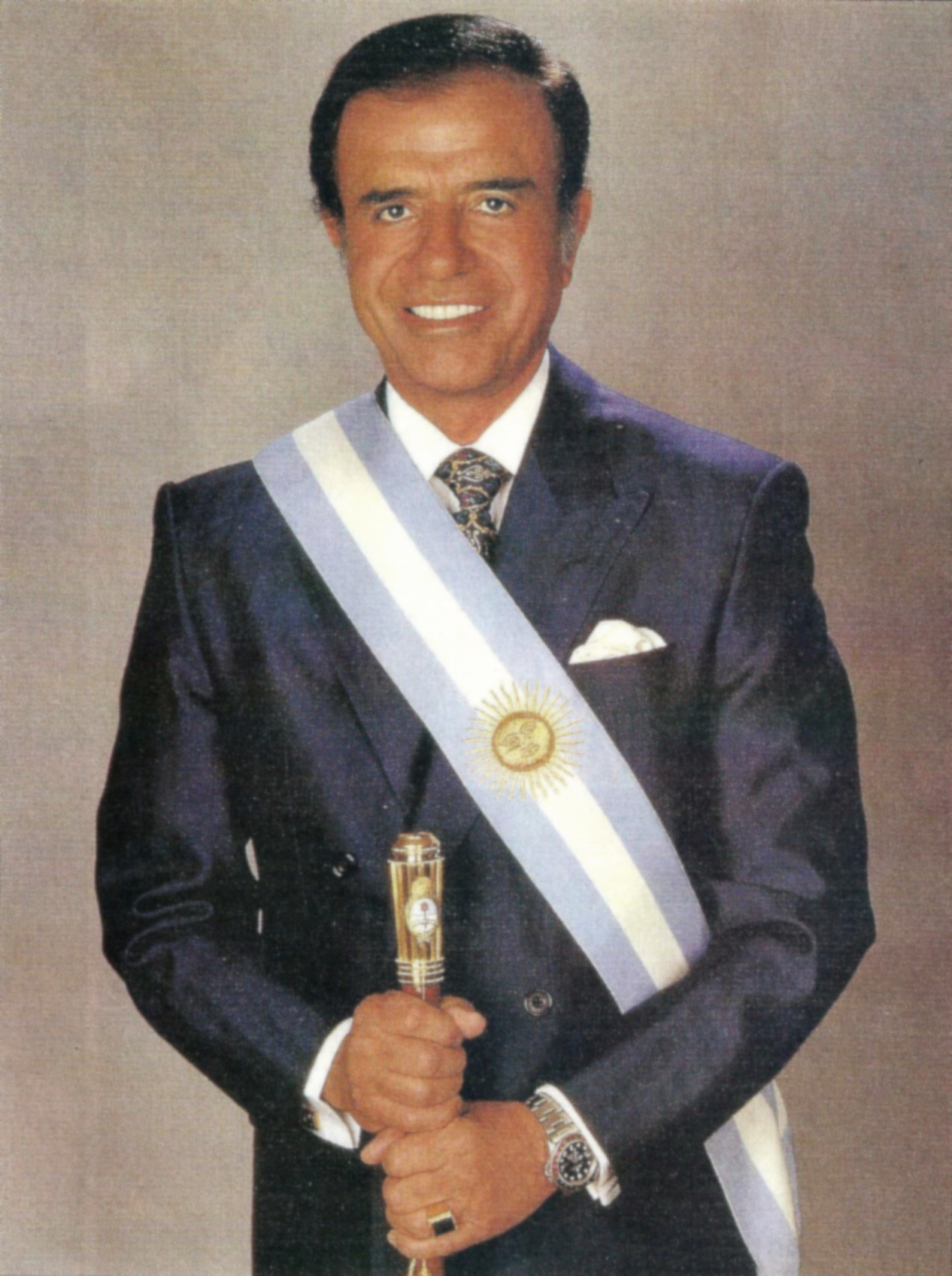
Carlos Menem, presidente que firmó el decreto que puso fin al servicio obligatorio.

Luego de la vuelta a la democracia en 1983 y el comienzo de los juicios a militares por los crímenes cometidos durante la última dictadura, se produjeron los alzamientos de carapintadas que, junto a la hiperinflación económica durante el gobierno de Raúl Alfonsín, mostraron al servicio militar como una pérdida de dinero y una institución que atentaba contra la democracia.

### Fin del servicio militar obligatorio
En 1994, fue desaparecido el conscripto Omar Carrasco, que cumplía servicio en el Grupo de Artillería 161 del Ejército Argentino. Su cuerpo fue encontrado un mes después en el cuartel. Al descubrirse y difundirse que Carrasco había sido víctima de torturas, la institución recibió críticas de vasto alcance y, frente a ello, el entonces presidente Carlos Menem puso fin al servicio militar obligatorio en la Argentina el 31 de agosto de 1994.

## Propuesta de reactivación
En 2007, el exsenador provincial Alfredo Olmedo propuso la reactivación del servicio militar obligatorio, al que llamó «servicio militar comunitario». Su proyecto estaba dirigido a reclutar jóvenes que no estudiasen ni trabajasen. La propuesta fue considerada un retroceso para la democracia y fue criticada por los medios y por la comunidad en general, aunque una minoría mostró interés en el regreso de la «colimba».

### Servicio cívico voluntario en valores
En 2019, el Gobierno de Mauricio Macri creó el «Servicio Cívico Voluntario en Valores» bajo el decreto resolución 2019-598-APN-MSG donde se planteaba la necesidad de educar a las personas que no trabajasen ni estudiasen, en un servicio cívico voluntario para capacitarlos en oficios y nuevas tecnologías.

## En la cultura popular
- 1963: Canuto Cañete, conscripto del 7; película cómica con Carlitos Balá.
- 1972: La colimba no es la guerra; película cómica del director Jorge Mobaied acerca del servicio militar argentino.
- 1984: Los chicos de la guerra; película dramática del director Bebe Kamin la cual relata las vivencias de tres chicos conscriptos de diferentes grupos sociales que son enviados a la Guerra de Malvinas y las consecuencias que sufre cada uno tras la misma.
- 1986: Los colimbas se divierten; primera película de la trilogía cómica del director Enrique Carreras ambientada en el servicio militar argentino protagonizada por Alberto Olmedo y Jorge Porcel.
- 1986: Rambito y Rambón, primera misión; segunda película de la trilogía cómica del director Enrique Carreras ambientada en el servicio militar argentino protagonizada por Alberto Olmedo y Jorge Porcel.
- 1987: Los colimbas al ataque; tercera película de la trilogía cómica del director Enrique Carreras ambientada en el servicio militar argentino protagonizada por Alberto Olmedo y Jorge Porcel.
- 1997: La carta perdida; canción de la cantante Soledad Pastorutti acerca de una carta verdadera escrita por un soldado conscripto en la Guerra de Malvinas a su madre.
- 1997: Bajo bandera; película dramática dirigida por Juan José Jusid basada en el Caso Carrasco.
- 2005: Iluminados por el fuego; película dramática del director Tristán Bauer la cual muestra una historia de conscriptos en la guerra de las Malvinas. La película ganó el Premio Goya a la mejor película pero recibió duras críticas por parte de excombatientes, puesto que estos manifestaban que la película no los representaba, dado que fue basada en gran parte en la opinión de un excombatiente que cometió actos de cobardía en la guerra, poniendo en riesgo la vida de sus compañeros.
- 2017: Soldado argentino solo conocido por Dios; película dramática del director Rodrigo Fernández Engler basada en varios relatos, los cuales cuentan la historia de varios soldados conscriptos en diversos escenarios de la guerra de las Malvinas.

## Conscriptos célebres
Curiosamente, ningún presidente del Congreso Nacional ni de la Corte Suprema realizó el servicio militar obligatorio.
- Osvaldo Bayer, historiador.
- Zeta Bosio, bajista de Soda Stereo.[20]
- Gustavo Cerati, vocalista y guitarrista de Soda Stereo.[21]
- Jorge Cafrune, folclorista.
- Roberto De Vicenzo, golfista.[22]
- Sergio Denis, músico.[23]
- Osvaldo Escudero, futbolista.[24]
- Baby Etchecopar, periodista.
- Luis Franco, ensayista.
- Charly García, músico.
- Rodolfo García, músico.
- Diego Maradona, futbolista.[25]
- Quino, humorista gráfico e historietista.
- Agustín Tosco, sindicalista.
- Alejandro Dolina, Locutor, escritor y músico.